# Аудиенция
Аудие́нция (от лат. audientio — слушание) — официальный приём у августейшей особы, высокопоставленного лица, занимающего высокий государственный пост (как правило, у монарха, президента, папы римского и т. д.).
Главы дипломатических представительств и специальных миссий, независимо от их класса или ранга, имеют право на аудиенцию. Кроме того, аудиенция, как правило, даётся при вручении верительных или отзывных грамот или по просьбе главы представительства или специальной миссии.

## В России
В России в 1744 году установлен «Церемониал для иностранных послов», где различались аудиенции приватные или партикулярные, без публичного въезда посла, аудиенции публичные и аудиенции отпускные. В 1872 году утверждён новый церемониал, различавший послов европейских держав, чрезвычайных посланников и полномочных министров, поверенных в делах и пр. Публичный въезд в столицу отменён, хотя посол мог въезжать на парадной карете на большой двор. Аудиенции испрашивались у министра иностранных дел.